# Stănișești
Stănișești falu Romániában, Moldvában, Bákó megyében. Községközpont, közigazgatásilag 8 másik falu tartozik még hozzá: Balotești, Belciuneasa, Benești, Crăiești, Gorghești, Slobozia, Slobozia Nouă és Valény.

## Fekvése
Bákótól légvonalban 34 km-re délkeletre, Magyarfalutól 13 km-re északkeletre fekvő település.